# Eoin Treacy
Eoin Treacy (Killeagh, 28 ottobre 1998) è un copilota di rally irlandese, dal 2023 gareggia in coppia con Josh McErlean.

## Carriera
Treacy è stato annunciato come copilota di Josh McErlean, che ha un contratto per competere con M-Sport Ford World Rally Team durante il Campionato del mondo rally 2025. Questo sarà anche il suo debutto ai massimi livelli nel WRC.

## Vittorie nei rally
| # | Stagione | Evento                                           | Campionato           | Co-pilota     | Auto               |
| - | -------- | ------------------------------------------------ | -------------------- | ------------- | ------------------ |
| 1 | 2025     | Jeremy O’Connor Longford Arms Hotel Stages Rally | Campionato irlandese | Josh McErlean | Ford Fiesta Rally2 |

## Risultati

### WRC
| 2023 | Scuderia | Vettura                                 |  |  |    |  |  |  |  |  |    |  |  |  |  |  |  |  | Punti | Pos. |
| ---- | -------- | --------------------------------------- |  |  | -- |  |  |  |  |  | -- |  |  |  |  |  |  |  | ----- | ---- |
| 2023 |          | Ford Fiesta Rally2 Hyundai i20 N Rally2 |  |  | 24 |  |  |  |  |  | 38 |  |  |  |  |  |  |  | 0     |      |

| 2025 | Scuderia         | Vettura          |   |    |    |     |   |    |    |   |   |  |  |  |  |  |  |  | Punti | Pos. |
| ---- | ---------------- | ---------------- | - | -- | -- | --- | - | -- | -- | - | - |  |  |  |  |  |  |  | ----- | ---- |
| 2025 | M-Sport Ford WRT | Ford Puma Rally1 | 7 | 46 | 10 | Rit | 8 | 34 | 12 | 9 | 7 |  |  |  |  |  |  |  | 20    |      |

| Legenda | 1º posto | 2º posto | 3º posto | A punti | Senza punti | Ritirato | Squalificato | NP=Non partito C=Gara cancellata | Apice=Power stage |

### ERC
| Anno | Scuderia | Vettura            | 1      | 2     | 3       | 4      | 5      | 6      | 7      | 8      | Pos. | Punti |
| ---- | -------- | ------------------ | ------ | ----- | ------- | ------ | ------ | ------ | ------ | ------ | ---- | ----- |
| 2024 |          | Ford Fiesta Rally2 | UNG 85 | ISO 8 | SCA Rit | EST 64 | ROM 17 | BAR 26 | CER 62 | SIL 21 | 5°   | 88    |